# 马塞尔·斯卡莱塞
马塞尔·费利佩·阿方索·热内斯特拉·斯卡莱塞（葡萄牙語：Marcel Philipe Afonso Genestra Scalese，1996年4月17日—），简称为马塞尔·斯卡莱塞或马塞尔，巴西职业足球运动员，司职后卫，现效力于中超俱乐部山东泰山。

## 职业生涯
马塞尔生于巴西圣保罗，青年时期效力于布拉干萨红牛。2016年11月8日，他在球队1-1战平若因维利的巴乙联赛比赛中首次代表一线队出场。
2019年1月17日，出场机会不多的马塞尔离队加盟十一月十五日。12月，他进入卡斯卡韦尔下赛季的大名单。
2021年1月27日，马塞尔被租借至克里西乌马。12月20日，他再次被租借至阿拉戈斯人中央体育。
2022年5月31日，马塞尔转会至圣保罗博塔弗戈。在帮助球队升级至巴乙联赛后，他于2023年4月10日转会至伊图人。